# ديف توماس (لاعب كرة قدم أمريكية)
ديف توماس (بالإنجليزية: Dave Thomas)‏ هو لاعب كرة قدم أمريكية أمريكي، ولد في 25 أغسطس 1968 في ميامي في الولايات المتحدة.

## وصلات خارجية
- ديف توماس على موقع مرجع كرة القدم المحترفة.كوم (الإنجليزية)